# Форма (HTML)
Форма (англ. form) в HTML — раздел документа, позволяющий пользователю вводить информацию для последующей обработки системой. Синтаксически форма в HTML задаётся с помощью элемента <form> и в дополнение к разметке обычных элементов содержит разметку для элементов управления (англ. controls), надписей (англ. label) и других.

## Пример
Простая форма для ввода данных о новом пользователе:
```
<!DOCTYPE html>

<
html
>

   
<
head
>

      
<
meta
 
charset
=
"utf-8"
 
/>

      
<
title
>

         Регистрация
      
</
title
>

   
</
head
>

   
<
body
>

      
<
form
 
action
=
"http://example.com/app/profile.php"
 
method
=
"post"
>

         
<
p
>

            
<
label
 
for
=
"username"
>

               Имя: 
            
</
label
>

            
<
input
 
type
=
"text"
 
name
=
"username"
 
/>

            
<
br
 
/>

            
<
label
 
for
=
"nick"
>

               Ник: 
            
</
label
>

            
<
input
 
type
=
"text"
 
name
=
"nick"
 
/>

            
<
br
 
/>

            
<
label
 
for
=
"email"
>

               Адрес эл. почты: 
            
</
label
>

            
<
input
 
type
=
"text"
 
name
=
"email"
 
/>

            
<
br
 
/>

            
<
label
 
for
=
"sex"
>

               Пол: 
            
</
label
>

            
<
input
 
type
=
"radio"
 
name
=
"sex"
 
value
=
"male"
 
/>

            мужской
            
<
br
 
/>

            
<
input
 
type
=
"radio"
 
name
=
"sex"
 
value
=
"female"
 
/>

            женский
            
<
br
 
/>

            
<
input
 
type
=
"radio"
 
name
=
"sex"
 
value
=
"secret"
 
/>

            не хочу отвечать
            
<
input
 
type
=
"submit"
 
value
=
"Отправить"
>

            
<
input
 
type
=
"reset"
 
value
=
"Очистить"
>

         
</
p
>

      
</
form
>

   
</
body
>

</
html
>

```

В этом примере форма содержит три текстовых поля для ввода текстовой строки, радиокнопки для выбора пола, кнопки для отправки (англ. submit) и очистки (англ. reset) формы.

## Элементы управления
Элементы управления служат для взаимодействия пользователя с формой. Атрибут name определяет имя элемента управления с областью видимости внутри данной формы.
С каждым элементом формы связано начальное и текущее значение. За некоторыми исключениями (<textarea>, <object>), начальное значение может быть задано атрибутом value. Значения, соответствующие элементам, могут изменяться при взаимодействии пользователя или скриптов (например, на Javascript) с формой. При очистке (англ. reset) формы элементы приобретают начальные значения. Данные всех действующих (англ. successful) элементов формы отправляются (англ. submit) на обработку в виде пар имя-значения.

### Типы
В HTML определены следующие элементы управления:
- кнопка: элемент <input> типов submit (отправка формы), image (картинка-кнопка), reset (очистка формы, приведение формы в начальное состояние), button (кнопка), а также элемент <button> (отправка формы);
- чекбокс (флажок): тип checkbox;
- радиокнопка: тип radio;
- меню: элемент <select> с элементами <optgroup> и <option> внутри;
- строка текста: тип text, а также элемент <textarea> (многострочное текстовое поле);
- пароль: тип password;
- скрытое поле: тип hidden;
- файл: тип file.

HTML5 определяет дополнительные элементы (кросс-браузерность пока отсутствует):
- элемент <datalist> с вариантами автозаполнения строки текста;
- элемент <output> для результата вычисления на основе других полей;
- элемент <keygen> для генерации пары ключей для использования в механизме аутентификации.

## Элемент<form>
Форма задаётся с помощью элемента <form>, внутри которого и располагаются элементы управления. Кроме общих для HTML атрибутов, в <form> могут присутствовать следующие:
- action (действие) — обязательный атрибут (в HTML5 — нет), содержащий URI обработчика формы;
- method (метод отправки формы) — атрибут, принимающий значения GET (по умолчанию) или POST;
- enctype (тип кодирования для содержимого) — по умолчанию application/x-www-form-urlencoded (всегда для метода GET), но обычно употребляется multipart/form-data;
- accept — список MIME-типов для загрузки файлов;
- name — имя формы;
- onsubmit — обработчик события «форма отправлена» (для скриптов);
- onreset — обработчик события: «форма очищена» (тоже для скриптов);
- accept-charset список поддерживаемых наборов символов.

## Отправка формы
Для отправки формы имеются два метода: GET и POST. Метод GET рекомендуется использовать в случаях, когда при обработке формы на стороне сервера не происходит побочных действий, например, поиск. В противном случае, когда на стороне сервера подразумевается модификация в базах данных и т. п., требуется использовать метод POST.